# 扎扎人
扎扎人是一群位於土耳其東安那托利亞的少数民族，今日主要居住在阿德亞曼省、阿克薩賴省、巴特曼省、賓格爾、迪亞巴克爾省、埃拉澤省, 埃爾祖魯姆省, 埃爾津詹省, 居米什哈內省, 卡爾斯省, 馬拉蒂亞省, 穆什省, 尚利烏爾法省, 錫瓦斯省及通傑利省等地.

## 人口統計
因為缺乏廣泛的人口調查分析，扎扎人的確切的數目是未知的。現今有不少扎扎人生活在他們的家鄉之外。除了普遍的村莊鎮壓與批發搬空之外，扎扎地區的經濟上淒慘的情況迫使地方人口大量移民到土耳其或歐洲的大都市。有許多扎扎人居住在土耳其之都市地鐵區域， 例如伊斯坦布爾， 安卡拉以及伊茲密爾。另也有扎扎人群眾散居在在歐洲(主要在德國)，和在其他國家(美國，加拿大等地)。根據估計數字，扎扎人口應該是某處在2到4百萬之間。 

## 歷史根源
有些語言學家認為當代扎扎人的祖先是從第十世紀至十一世紀之間移居到他們當代的東安那托利亞家鄉，位於裡海之南部地區。今日在裡海南區的伊朗語系方言，例如, 馬贊德蘭語, 塔德語, 瑟姆纳泥語等等方言都與扎扎其語的語法規則詞彙很相似。

## 宗教
大多數的扎扎人都是穆斯林. 有少數人是阿拉维派但大部分是遜尼派。阿拉维派之扎扎人聚居在扎扎地區的北部.

## 語言
根據「民族語」，扎扎其語是屬於印度-伊朗語族之西北伊朗語支的語系。雖然扎扎其語是屬伊朗語支，但最近以來受到土耳其語的渗入。此外，美國國務院有把扎扎其語排列為土耳其的少數語言之一，其它少数语言为土耳其語、庫爾德語、亞美尼亞語、希臘語、及阿拉伯語

## 外部連結
- 扎扎人 （页面存档备份，存于）
- 扎扎其語言學院
- 扎扎其新聞 （页面存档备份，存于）
- 扎扎其新聞